# Manuchar Kvirkvelia
Manuchar Kvirkvelia –en georgiano: მანუჩარ კვირკველია– (Ozurgueti, 12 de diciembre de 1978) es un deportista georgiano que compitió en lucha grecorromana.
Participó en los Juegos Olímpicos de Pekín 2008, obteniendo la medalla de oro en la categoría de 74 kg.
Ganó tres medallas en el Campeonato Mundial de Lucha entre los años 2002 y 2006, y tres medallas en el Campeonato Europeo de Lucha entre los años 2002 y 2007.

## Palmarés internacional
| Juegos Olímpicos   | Juegos Olímpicos      | Juegos Olímpicos  | Juegos Olímpicos |
| Año                | Lugar                 | Medalla           | Categoría        |
| ------------------ | --------------------- | ----------------- | ---------------- |
| 2008               | Pekín (China)         | Medalla de oro    | 74 kg            |
| Campeonato Mundial |                       |                   |                  |
| Año                | Lugar                 | Medalla           | Categoría        |
| 2002               | Moscú (Rusia)         | Medalla de bronce | 66 kg            |
| 2003               | Créteil (Francia)     | Medalla de oro    | 66 kg            |
| 2006               | Cantón (China)        | Medalla de bronce | 74 kg            |
| Campeonato Europeo |                       |                   |                  |
| Año                | Lugar                 | Medalla           | Categoría        |
| 2002               | Seinäjoki (Finlandia) | Medalla de plata  | 66 kg            |
| 2006               | Moscú (Rusia)         | Medalla de bronce | 74 kg            |
| 2007               | Sofía (Bulgaria)      | Medalla de oro    | 74 kg            |